# Lucchese 1905
Associazione Sportiva Lucchese-Libertas – włoski klub piłkarski, mający siedzibę w mieście Lukka, leżącym w Toskanii.

## Historia
Klub został założony 15 maja 1905 roku jako pierwszy piłkarski klub w mieście Lukka. Jego pierwsza nazwa to Lucca Football Club, a jego założycielami byli bracia Vittorio i Guido Mensini. W sezonie 1919/1920 osiągnął pierwszy sukces, wygrywając Puchar Króla, a także regionalny Puchar Toskanii.
W 1924 roku Lucca Football Club połączył się z innym lokalnym zespołem i zmienił nazwę na Sport Union Lucchese Libertas. W latach 30. zespół awansował do Serie B, a w 1936 do Serie A, w której występował przez kolejne trzy sezony. Po wybuchu II wojny światowej spadł do Serie B. Kolejny i ostatni awans do ekstraklasy Lucchese wywalczyło w 1947 roku i w pierwszej lidze występowało do 1952 roku. W kolejnych latach balansowało pomiędzy Serie D, Serie C a Serie B. Od 1999 roku gra w Serie C.

## Sukcesy
Serie B:
- mistrzostwo: 1935-36, 1946-47

Serie C:
- mistrzostwo: 1960-61
- wicemistrzostwo: 1945-46, 1977-78

Serie C1:
- wicemistrzostwo: 1989-90

Serie C2:
- mistrzostwo: 1985-86

Serie D:
- mistrzostwo: 1968-69

Toskańska 1. liga:
- mistrzostwo: 1929-30, 1932-33, 1933-34

Coppa Italia Serie C
- zwycięstwo: 1989-90

## Reprezentanci kraju grający w klubie
- Luis Oliveira
- Hans Colberg
- Kai Frandsen
- Pierre Womé
- Souleymane Diamoutene
- Adriano Bassetto
- Alberto Bertuccelli
- Stefano Bettarini
- Raoul Bortoletto
- Eusebio Di Francesco
- Rino Ferrario
- Giovanni Galli
- Attilio Giovannini
- Adolfo Gori
- Guido Gratton
- Francesco Janich
- Luigi Martini
- Bruno Mazza
- Giuseppe Moro
- Aldo Olivieri
- Leandro Remondini
- Giovanni Viola